# Au fil des ondes
Pour plus de détails, voir Fiche technique et Distribution.
Au fil des ondes est un documentaire français réalisé par Pierre Gautherin et sorti en 1951. 
C'est la contribution du cinéma et de la radio à la reconstruction du village d'Épron dans le département du Calvados en Normandie, totalement détruit par les bombardements américains lors de la seconde Guerre mondiale.

## Fiche technique
- Titre : Au fil des ondes
- Réalisation : Pierre Gautherin
- Scénario : Francis Bernard, Jacques Max, Jean Vincent-Bréchignac
- Photographie : Jean Lehérissey
- Montage : Louis Devaivre
- Société de production : Cité Films
- Production : Alex Perry
- Société de distribution : Astoria Films
- Pays de production :  France
- Box Office France : 1 287 736 entrées
- Format : Noir et blanc - Son mono - 35 mm
- Durée : 85 minutes
- Date de sortie : 
  - France : 11 mai 1951

## Distribution
- Jean Marchat et Yves Furet : les narrateurs

tous ces acteurs jouent leur propre rôle :
- Paulette Arnoux
- Robert Blome
- Gisèle Boyer
- André Bourillon
- Georges Briquet
- Léo Campion
- Roméo Carlès
- Pauline Carton
- Jacques Cathy
- Jacques Charon
- Odette Courtillade
- Georges de Caunes
- Marie Dubas
- Pierre Dumayet
- Anne-Marie Duverney
- Michel Emer
- Jamblan
- Robert Lamoureux
- Armand Mestral
- Raymond Marcillac
- Paul-Louis Mignon
- Mireille
- Jacques Morel
- Aimée Mortimer
- Jean Nohain
- Line Renaud
- Ned Rival
- Robert Rocca
- Saint-Granier
- Maurice Teynac
- Marie-France
- Rolfé
- Viviane Tubiana
- Janine Walter
- Achille Zavatta